# Liste der Mitglieder der American Academy of Arts and Sciences/1797
Im Jahr 1797 wählte die American Academy of Arts and Sciences 6 Personen zu ihren Mitgliedern.

## Neugewählte Mitglieder
- John Quincy Adams (1767–1848)
- Edward Bancroft (1744–1821)
- Timothy Dwight (1752–1817)
- John Halliburton (1740–1808)
- Samuel Latham Mitchill (1764–1831)
- John Sinclair (1754–1835)